# Dąbrówka Malborska
Dąbrówka Malborska (niem. Deutsch Damerau) – wieś w Polsce w województwie pomorskim, w powiecie sztumskim, w gminie Stary Targ. Wieś jest siedzibą sołectwa Dąbrówka Malborska, w którego skład wchodzi również przysiółek Grzymała.
| SIMC    | Nazwa    | Rodzaj     |
| ------- | -------- | ---------- |
| 0157256 | Grzymała | przysiółek |

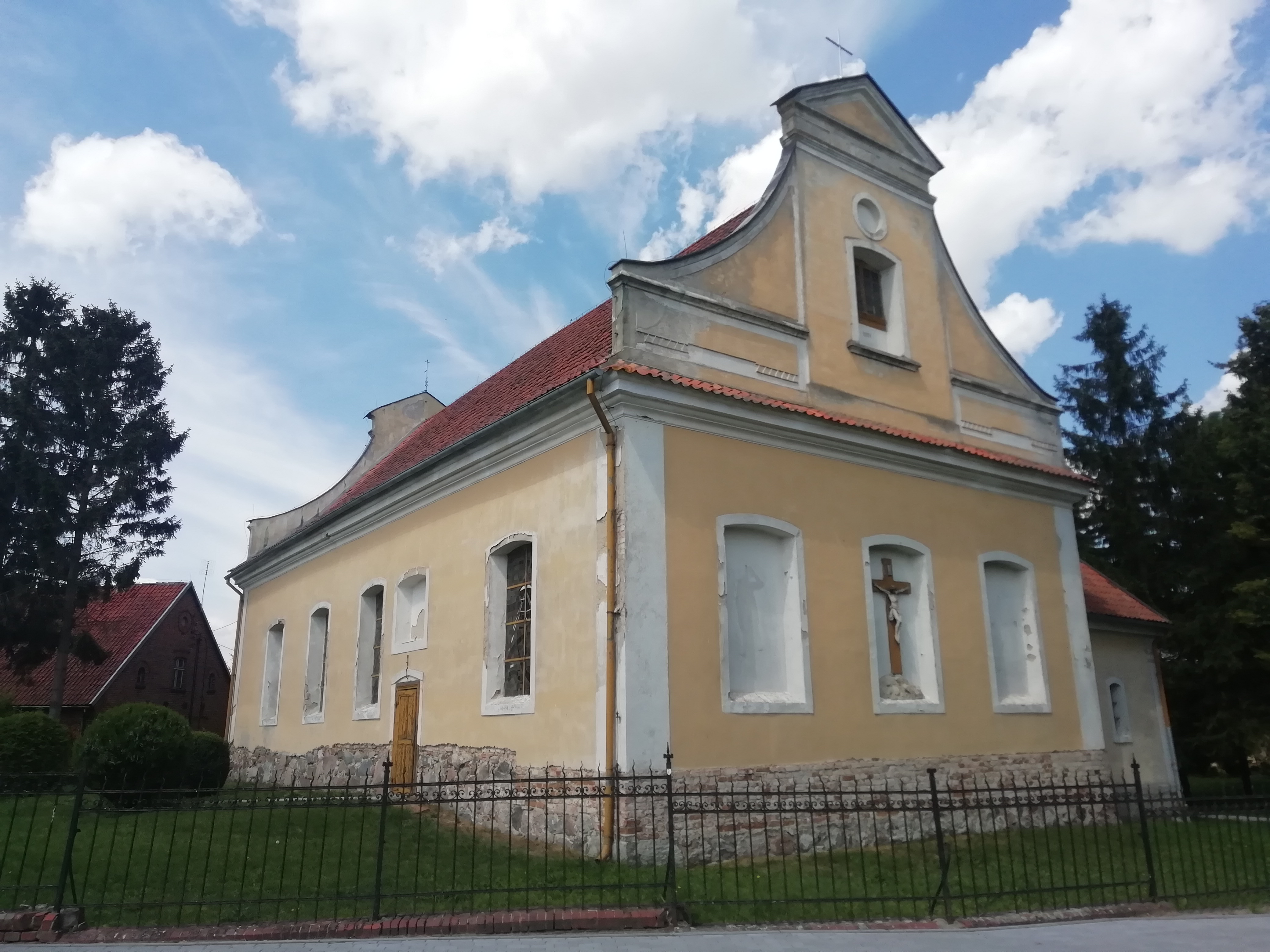
Kościół pw. św. Mikołaja w Dąbrówce Malborskiej przed remontem

Zachował się układ ruralistyczny wsi z XIII wieku. Dąbrówka istniała na prawie polskim, które za czasów zakonu krzyżackiego zamieniono na chełmińskie. Nosiła wówczas przydomek „uf der hoe”, czyli „na wzgórzu”. W połowie XIV wieku erygowana została parafia w Dąbrówce. Miejscowość posiadała charakter kościelny włościański. W XVII wieku w miejscowości istniało lemaństwo. 
Wieś królewska Dąbrówka Niemiecka położona była w I Rzeczypospolitej w województwie malborskim. 
W miejsce dawnej świątyni na początku XIX wieku powstał obecny kościół św. Mikołaja, w 1804 konsekrowany przez bpa Iwona Onufrego Rogowskiego. Większość mieszkańców w XIX wieku była wyznania ewangelickiego. 
Zachowana została historyczna zabudowa mieszkalna i gospodarcza wsi, utrzymało się wiele budynków z XIX i początku XX wieku. Układ wsi pierwotnie był placowo-ulicowy, z czasem przekształcił się w ulicowy (od strony zachodniej). Do Dąbrówki Malborskiej należy uroczysko Pijaki, do 2005 osada.
W Dąbrówce Malborskiej istniała poczta, a także Szkoła Podstawowa im. Bohaterów Westerplatte, która została zlikwidowana w 2011. We wsi znajduje się przystanek kolejowy Dąbrówka Malborska (w latach 1840–1855 o statusie stacji) na linii kolejowej nr 9.
W latach 1954–1957 wieś należała i była siedzibą władz gromady Dąbrówka Malborska, po jej zniesieniu znalazła się w gromadzie Szropy. W latach 1945–1975 miejscowość administracyjnie należała do województwa gdańskiego, a w latach 1975–1998 do województwa elbląskiego.

## Zabytki
Według rejestru zabytków NID na listę zabytków wpisany jest kościół parafialny pw. św. Mikołaja, 1803, nr rej.: A-68 z 11.04.1957.